# 谭燕全
譚燕全（英語：John Wang Ruo-wang；1962年—；聖名：若翰），是天主教中國籍主教。現任南寧總教區主教。

## 生平
譚燕全出生於1962年的中國廣西南寧縣。童年期間，中國正處於文化大革命教會被迫害。改革開放後，譚燕全進入修院進行培育。1989年，譚燕全在27歲時獲晉鐸。
2002年底，中國政府官方組織中國天主教愛國會擅自將廣西的南寧總教區、北海教區的廣西地區、梧州教區和桂林宗座監牧區合併及成立廣西教區。
2003年1月21日，譚燕全在40歲時獲得時任教宗若望保祿二世任命為南寧總教區助理主教，而政府則稱為廣西教區正權主教。以協助年老的南寧總教區地下教會主教蒙子文。譚主教的晉牧典禮在南寧耶穌聖心堂，由奉天總教區主教金沛獻主禮。
2007年1月7日蒙子文去世，譚燕全主教自動接任成為南寧總教區正權主教。譚燕全主教曾兼任中南神哲學院副董事長。
2019年1月，譚主教疑虧空教區公款開辦私人公司及進行投資，但因投資失利欠下千萬債務，導致無法支付教區神職人員生活費、醫療及養老保險。譚主教更被指私自與物業公司簽約，計劃將南寧康樂路2號耶穌聖心堂改建出售及出租，聲稱以防止政府收歸國有。但是，有人指他涉及幾家貿易公司的會員身份從事商業交易及多名神職人員聯署要求官方徹查譚燕全的經濟問題。

## 牧徽

譚燕全主教牧徽

譚燕全主教牧徽有代表耶穌救贖世界意思的十字架，聖神的鴿子及火，富有廣西壯族文化的銅鼓，耶穌指給人通往天國的道路。格言以拉丁字寫：「AD GENTES」，意思是「使萬民成為門徒。」

## 外部連結
- 天主教廣西教會